# Fort Ransom
Fort Ransom és una població dels Estats Units a l'estat de Dakota del Nord. Segons el cens del 2000 tenia 70 habitants.

## Demografia
Segons el cens del 2000, Fort Ransom tenia 70 habitants, 37 habitatges, i 19 famílies. La densitat de població era de 90,1 hab./km².
Dels 37 habitatges en un 18,9% hi vivien nens de menys de 18 anys, en un 43,2% hi vivien parelles casades, en un 5,4% dones solteres, i en un 48,6% no eren unitats familiars. En el 48,6% dels habitatges hi vivien persones soles el 27% de les quals corresponia a persones de 65 anys o més que vivien soles. El nombre mitjà de persones vivint en cada habitatge era d'1,89 i el nombre mitjà de persones que vivien en cada família era de 2,74.
Per edats la població es repartia de la següent manera: un 20% tenia menys de 18 anys, un 2,9% entre 18 i 24, un 20% entre 25 i 44, un 20% de 45 a 60 i un 37,1% 65 anys o més.
L'edat mediana era de 50 anys. Per cada 100 dones de 18 o més anys hi havia 124 homes.
La renda mediana per habitatge era de 19.375$ i la renda mediana per família de 31.250$. Els homes tenien una renda mediana de 23.125$ mentre que les dones 28.750$. La renda per capita de la població era de 14.242$. Entorn de l'11,8% de les famílies i l'11,9% de la població estaven per davall del llindar de pobresa.

## Poblacions més properes
El següent diagrama mostra les poblacions més properes.